# Alafia velutina
Farquharia elliptica  là một loài thực vật có hoa trong họ La bố ma. Loài này được Leeuwenb. mô tả khoa học đầu tiên năm 1996.